# Pseuduvaria taipingensis
Pseuduvaria taipingensis är en kirimojaväxtart som beskrevs av James Sinclair.
Pseuduvaria taipingensis ingår i släktet Pseuduvaria och familjen kirimojaväxter. Inga underarter finns listade i Catalogue of Life.